# Eccidio di Pilone Virle
L'eccidio di Pilone Virle è stata una strage nazifascista avvenuta in località Pilone Virle, alle porte di Carignano, in provincia di Torino.

## Antefatti
Il 4 settembre 1944 alcuni partigiani effettuarono un attentato al ristorante della stazione in località pilone Virle, a Carignano, uccidendo un soldato tedesco e ferendone un secondo. Per rappresaglia il giorno successivo la Xª MAS effettuò un rastrellamento terrorizzando la popolazione locale, uccidendo l'anziano contadino Giovanni Lorenzo Peyretti, e catturando dieci ostaggi. 

## L'eccidio
Due giorni dopo, in seguito a trattative serrate e al pagamento di un riscatto i civili furono liberati. Nonostante ciò i tedeschi per rappresaglia prelevarono otto partigiani tenuti prigionieri nelle Carceri Nuove di Torino. Dopo averli condotti a bordo di un camion a Pilone Virle, luogo dell'attacco partigiano del 4 settembre, li impiccarono.
Per ordine del comando nazista i cadaveri restano esposti sino alle otto della sera.

## Vittime
Al Pilone Virle furono impiccati:
- Giorgio Brugo, di Romagnano Sesia, classe 1924;
- Leonardo Cocito, di Genova, classe 1914;
- Antonio Cossu, di Nule, classe 1921;
- Liberale De Zardo, di catania, classe 1893;
- Marco Lamberti, di Bra, classe 1915;
- Pietro Mancuso, di Palermo, classe 1920;
- Giorgio Porello, di Bra, classe 1915;
- Guido Portigliatti, di Avigliana, classe 1925.

## Monumenti e omaggi
Sul luogo dell'eccidio è stata posta una lapide con i nomi delle vittime.
Il comune di Carignano ha dedicato a ciascuna delle vittime dell'eccidio una strada. A Genova una via del quartiere Albaro è stata intitolata a Leonardo Cocito.

## Onorificenze
Cocito, tra i primi organizzatori della Resistenza nel Roero, è stato insignito della medaglia d'oro al valor militare. Lamberti, comandante di distaccamento nel I Gruppo Divisioni Autonome Alpine, è stato decorato con la medaglia d'argento al Valor Militare.